# مارتن سومر
والتر جيرهارد مارتن سومر (8 فبراير 1915 - 7 يونيو 1988) كان إس إس هاوبتشافوهرر (الرقيب الرئيسي) الذي عمل كحارس في معسكرات الاعتقال في داخاو وبوخنفالد. سومر، المعروف باسم "الجلاد في بوخنوالد"، اعتبر ساديًا فاسدًا، ورد أنه أمر بصلب كاهنين نمساويين، أوتو نيورورير  وماثياس سبانلانغ ، رأسًا على عقب.  

## بوتشينوالد
في عام 1943، قام زعيم الرايخ إس إس هاينريش هيملر بتعيين قاضي SS الدكتور جورج كونراد مورغن للتحقيق في اتهامات القسوة والفساد في معسكر بوخنوالد. بسبب الوحشية المفرطة والسادية، تم توجيه الاتهام إلى سومر وحوكم قبل مورغن. كما تمت محاكمة القائد كارل كوخ وزوجته إيلسي كوخ.
وفقا لمورغن، كان لدى سومر حجرة سرية تحت الأرض تحت مكتبه. احتفظ بأدوات التعذيب الخاصة به مخفية داخل هذه المقصورة مثل الإبر التي استخدمها لقتل ضحاياه بعد أن قام بتعذيبهم، كان سيحقنهم بحمض الكربوليك، أو يضخ الهواء في عروقهم مسبباً موتهم بالانسداد. في بعض المناسبات، بعد جلسات تعذيب خاصة في وقت متأخر من الليل، كان سومر يخفي جثث ضحيته تحت سريره حتى يتمكن من التخلص منها في الصباح.
من بين أفعال فساده كان ضرب القس الألماني، وتعليقه عاريًا في الخارج في الشتاء ثم رمي دلاء من الماء عليه وتركه يتجمد حتى الموت. في مناسبة أخرى، ضرب سومر كاهنًا كاثوليكيًا حتى الموت لأداء سر التكفير عن زميل سجين.
بعد محاكمات الإس إس حصل سومر على تخفيض في الرتبة وحُكم عليه بكتيبة جزائية تقاتل على الجبهة الشرقية حيث أصيب في انفجار دبابة، وفقد ذراعه اليسرى وساقه اليمنى. تم أسره من قبل الجيش الأحمر واحتجز كأسير حرب حتى عام 1950 عندما تم ترقية وضع سجينه إلى مجرم حرب. تم إطلاق سراحه من الأسر السوفيتية في عام 1955 كجزء من المفاوضات التي أجراها كونراد أديناور نيابة عن السجناء الألمان السوفييت.

## إعادة المحاكمة والسجن
بعد الإفراج عنه، عاد إلى ألمانيا الغربية حيث تزوج وأنجب طفلاً وقدم له معاشًا وتلقى معاشًا مقابل إعاقاته المتعلقة بالخدمة. وقد أفلت من عقابته على جرائمه حتى عام 1957، عندما وُجهت إليه تهمة التواطؤ في وفاة 101 من نزلاء معسكرات الاعتقال. في يوليو 1958 في محكمة مقاطعة بايرويت في ألمانيا الغربية، أدين في النهاية بـ 25 حالة وفاة وحكم عليه بالسجن مدى الحياة. عند الاستئناف، أيدت القضية في مايو 1959 من قبل المحكمة الاتحادية. أمضى سومر بقية حياته خلف القضبان. توفي في مستشفى السجن عام 1988.     

## روابط خارجية
- المبارك أوتو Neururer